# Mendidaphodius pseudoadustus
Mendidaphodius pseudoadustus är en skalbaggsart som beskrevs av Rudolph Petrovitz 1958. Mendidaphodius pseudoadustus ingår i släktet Mendidaphodius och familjen Aphodiidae. Inga underarter finns listade i Catalogue of Life.